# تپه حاج محمد گورستان (۱۰۲–۲۴۴)
تپه حاج محمد قبرستان (۱۰۲–۲۴۴) در شهرستان شوشتر، روستای عرب اسد واقع شده و این اثر در تاریخ ۵ آذر ۱۳۸۰ با شمارهٔ ثبت ۴۳۰۱ به‌عنوان یکی از آثار ملی ایران به ثبت رسیده است.